# کونتراپوینتس
ناتالی وین (به انگلیسی: Natalie Wynn) شناخته شده به کونتراپوینتس (زاده ۲۱ اکتبر ۱۹۸۸) یوتیوبر آمریکایی است.
او یک زن ترنس است.